# Обгінна муфта

Храпова обгінна муфта

Обгінна муфта велосипеда з циліндричними роликами

Обгінна муфта  — муфта вільного ходу, пристрій для сполучення двох співвісних валів або вала з вільно посадженою на ньому деталлю, що передає обертальний рух і крутний момент тільки в одному напрямку. Обгінна муфта вимикається при перевищенні кутової швидкості веденої ланки відносно ведучої, забезпечуючи вільне обертання веденої ланки.

## Класифікація
Розрізняють обгінні муфти таких конструкцій: 
- муфти зачеплення: храпові та кулачкові;
- муфти тертя (фрикційні): з круглими циліндричними і ексцентричними роликами та із самозатяжними витими пружинами.

Переважне використання мають фрикційні обгінні муфти з роликами, оскільки у них майже повністю відсутній вільний хід і вони працюють безшумно.
В обгінних муфтах переважно використовують стандартні ролики із роликопідшипників, а корпусні елементи виготовляють із сталей ШХ15, 20Х (твердість близько 60 HRC після цементації та гартування робочих поверхонь).

## Застосування обгінних муфт
Обгінні муфти використовуються для усунення зворотної передачі руху по кінематичному ланцюгу (наприклад, від ведучого колеса велосипеда до педалей); перетворення коливного руху в обертальний (наприклад, в імпульсних безступінчатих передачах); надання тихохідному валу швидкого обертання того ж напрямку (наприклад, у механізмах швидких переміщень металорізальних верстатів); усунення прискореного обертання валу (наприклад, в стартерах двигунів внутрішнього згорання для запобігання руйнування деталей стартера запущеним двигуном) і т.п.

## Історія обгінних муфт
У 1869 році патент US88238 був отриманий Вільямом Ван Анденом (William Van Anden). У ньому описано удосконалення велосипеда з храповою обгінною муфтою у передньому колесі.
У 1895 році Хармон Д. Мойсей (Harmon D. Moise) подав заявку на патент US533912  велосипедного ланцюгового приводу з обгінною муфтою з циліндричними роликами у задньому колесі.
У 1897 році Ernst Sachs виготовляє і продає вузли з обгінними муфтами.